# Mèrops (espòs de Clímene)
D'acord amb la mitologia grega, Mèrops (en grec antic: Μέροψ) va ser un rei d'Etiòpia.
Es va casar amb Clímene i va ser pare adoptiu de Faetont, engendrat per Hèlios.